# Pampas de Leque
Pampas de Leque (auch Pampas de Laque) ist eine Ortschaft im Departamento Chuquisaca im südamerikanischen Andenstaat Bolivien.

## Lage
Pampas de Leque ist eine neu gegründete Ortschaft mit Gesundheitsstation und Schule im Kanton Mariscal Braun im Municipio Tarvita in der Provinz Azurduy. Die Ortschaft liegt auf einer Höhe von 3575 m auf einem Bergrücken zwischen den beiden Kuppen des Cerro Lekhe Punta (3704 und 3842 m), von dem nach Westen hin ein Nebenfluss zum Río San José fließt, und sich nach Osten hin der Quellbereich des Río Tunas Mayu befindet.

## Geographie
Pampas de Leque liegt zwischen dem Altiplano und dem bolivianischen Tiefland im südlichen Teil des Höhenzuges der bolivianischen Cordillera Central. Das Klima ist ein kühl-gemäßigtes Höhenklima mit typischem Tageszeitenklima, bei dem die Temperaturunterschiede im Tagesverlauf stärker schwanken als im Jahresverlauf.
Die Jahresdurchschnittstemperatur in Tarabuco liegt bei etwa 9 °C (siehe Klimadiagramm Tarabuco), die Monatsdurchschnittswerte schwanken zwischen 6 °C im Juli und 11 °C im November. Der Jahresniederschlag beträgt 600 mm und weist vier aride Monate von Mai bis August mit Monatswerten unter 10 mm auf, und eine deutliche Feuchtezeit von Dezember bis Februar mit Monatsniederschlägen zwischen 100 und 125 mm.

## Verkehrsnetz
Pampas de Leque liegt in einer Entfernung von 171 Straßenkilometern südöstlich von Sucre, der Hauptstadt Boliviens und des Departamentos.
Von Sucre aus führt nach Osten die 976 Kilometer lange Nationalstraße Ruta 6, die Sucre mit dem bolivianischen Tiefland und der dortigen Millionenstadt Santa Cruz verbindet, und erreicht die Stadt Tarabuco nach 67 Kilometern. Von Tarabuco aus führt dann eine Höhenstraße nach Süden bis zu der Ortschaft Icla und weiter über Chahuarani und Jatun Mayu nach Pampas de Leque und von dort weiter über Capactala nach Tarvita.

## Bevölkerung
Eine Einwohnerzahl liegt für die Ortschaft derzeit nur für die Volkszählung 2012 vor:
| Jahr | Einwohner         | Quelle       |
| ---- | ----------------- | ------------ |
| 1992 | keine Detaildaten | Volkszählung |
| 2001 | keine Detaildaten | Volkszählung |
| 2012 | 109               | Volkszählung |
| 2024 |                   | Volkszählung |